# Inflo
Dean Josiah Cover (Reino Unido, 4 de junho de 1988), conhecido profissionalmente como Inflo, é um produtor, compositor e multi-instrumentista britânico. Ele lidera o projeto coletivo de música R&B Sault.

## Vida pessoal
Inflo é casado com a cantora e colega de banda Cleo Sol. Em 2021 eles tiveram o primeiro filho.

## Discografia

### Singles
- "No Fear" (2018)